# Ahmed Adly
Ahmed Adly (arabisch أحمد عدلي; * 19. Februar 1987 in Kairo) ist ein ägyptischer Großmeister im Schach.

## Einzelerfolge
Ahmed Adly gewann 2007 in der armenischen Hauptstadt Jerewan die Weltmeisterschaft der unter 20-Jährigen (U20). Mit 10 Punkten aus 13 Partien siegte er, als 21. der Setzliste unter 80 Teilnehmern, mit einem halben Punkt Vorsprung vor dem Russen Iwan Popow. Keine seiner Partien in diesem Turnier endete remis. Adly ist der erste Afrikaner überhaupt, der diesen Titel gewinnen konnte.
Bereits im Jahre 2001 gewann er als 14-Jähriger die afrikanischen U20-Meisterschaften, erhielt dadurch den Titel Internationaler Meister und erfüllte seine erste Großmeister-Norm. 2003 und 2004 erzielte er die beiden für den Titel fehlenden Normen, womit er der erste Großmeister Ägyptens und zugleich der bisher jüngste Afrikas wurde. Im Jahr 2004 belegte er zudem den dritten Platz bei den U18-Weltmeisterschaften in Iraklio. Neben seinem Gewinn der Afrika-Meisterschaft 2005 in Lusaka teilte er 2006 beim prestigeträchtigen Open in Reykjavík den ersten Platz mit Spielern wie Shakhriyar Mamedyarov und Gabriel Sarkissjan und bezwang dabei unter anderem den norwegischen Jungstar Magnus Carlsen. Im Mai 2007 gewann er das Batelco International Open in Bahrain. Bei der afrikanischen Kontinentalmeisterschaft im September 2007 in Windhoek belegte er den fünften Platz und qualifizierte sich damit für den nächsten Weltcup. 2008 wurde er bei der offenen Hamburger Meisterschaft punktgleich hinter Dorian Rogozenco Zweiter. Im Jahr 2009 wurde er in Kairo ägyptischer Einzelmeister.
Ahmed Adly wurde ab seinem neunten Lebensjahr vom technischen Direktor des ägyptischen Schachverbandes, Hassan Khaled, trainiert. 2001 trainierte ihn Igor Rausis und 2005 Edvīns Ķeņģis.

## Mannschaftsschach

### Nationalmannschaft
Für das ägyptische Nationalteam spielte Adly bei den Schacholympiaden 2006 in Turin (Ergebnis: +4 =3 −3), 2008 in Dresden (Ergebnis: +3 =3 −5) und 2010 in Chanty-Mansijsk (Ergebnis: +5 =2 −3) jeweils am ersten Brett, 2012 in Istanbul (Ergebnis: +6 =2 −1) am zweiten und 2014 in Tromsø (Ergebnis: +7 =1 −1) am vierten Brett. Außerdem nahm er mit der ägyptischen Mannschaft an den Mannschaftsweltmeisterschaften 2010 in Bursa, 2011 in Ningbo und 2015 in Zaghkadsor teil und gewann die Schachwettbewerbe der Afrikaspiele 2003 in Abuja, 2007 in Algier und 2011 in Maputo sowie die Schachwettbewerbe der Panarabischen Spiele 2007 in Kairo und 2011 in Doha.

### Vereinsschach
Mit dem Verein Sharkia Dokhan wurde er in der Saison 2006/2007 ägyptischer Mannschaftsmeister. Adly gewann siebenmal die arabische Vereinsmeisterschaft (2003 sowie 2005 bis 2009 mit Sharkia, 2010 mit El-Dakhlia). In den Spielzeiten 2008/09 und 2009/10 war Ahmed Adly beim Hamburger SK in der deutschen Schachbundesliga gemeldet, allerdings wurde er in der ersten Saison nur zweimal eingesetzt, in der zweiten gar nicht.